# Великий Бузлук
Великий Бузлук (Бузлук-Коба, Льодова печера) — крижана печера в Криму, розташована на Карабі-Яйлі. Вертикальна печера загальною глибиною 40 метрів, що закінчується 20 метровим колодязем із гротом, покритим льодом цілорічно, незважаючи на доступ атмосферного повітря через вхід радіусом близько 10 метрів. Біля входу в льодовий колодязь стоїть льодовий Сталагміт висотою близько 5 метрів, що не тане навіть у липні — серпні, а в жовтні починає наростати.
На відміну від крижаних натічних утворень покривний лід донної частини утворюється зі снігу, що потрапляє туди зимою. Площа зледеніння усередині печери з року в рік міняється, досягаючи іноді 1000 кв. м, а об'єм — до 5000 куб. м. Вік снігу тут — 1-2 роки, льоду — до 50-ти років. У нижній частині печери є глибокий (19 м) колодязь діаметром 0,5 м, по дну його протікає вода. Незважаючи на суворий «крижаний» характер, печера населена: там живуть дикі голуби.